# Stenia magellanica
Stenia magellanica is een vlokreeftensoort. De wetenschappelijke naam van de soort is voor het eerst geldig gepubliceerd in 1852 door Dana.